# Teatro Prosa
O Teatro Prosa é um teatro localizado em Campo Grande com capacidade para 236 lugares.
Localiza-se dentro do SESC Horto.